# Eugen Mühlberger
Eugen Mühlberger (Ludwigshafen am Rhein, 30 agosto 1902 – Unione Sovietica, 1º agosto 1944) è stato un sollevatore tedesco.
Partecipò a un'edizione dei Giochi Olimpici, ad Amsterdam nel 1928, classificandosi all'undicesimo posto. Partecipò inoltre a quattro edizioni dei campionati europei (1930, 1931, 1933 e 1934) vincendo una medaglia d'oro e due medaglie d'argento. Cinque volte campione tedesco (1925–27, 1929, 1932), stabilì il record del mondo nello strappo dei pesi piuma sollevando 93 kg. ad Amburgo il 18 marzo 1929, ma non si qualificò per i Giochi olimpici di Los Angeles nel 1932.
Muore all'età di 41 anni in Unione Sovietica, disperso in azione mentre combatteva sul fronte orientale durante la seconda guerra mondiale.